# رکسان هال
رکسان هال (انگلیسی: Roxanne Hall؛ زاده ۱۷ مارس ۱۹۷۶) یک بازیگر پورنوگرافی اهل بریتانیا است.